# Wereldkampioenschappen baanwielrennen 1961
De wereldkampioenschappen baanwielrennen 1961 werden gehouden van 27 augustus tot en met 13 september 1961 in het Zwitserse Zürich. Er stonden acht onderdelen op het programma, drie voor beroepsrenners, drie voor amateurs en twee voor vrouwen.

## Uitslagen

### Beroepsrenners
| Onderdeel     | Goud               | Goud                     | Zilver          | Zilver      | Brons          | Brons       |
| ------------- | ------------------ | ------------------------ | --------------- | ----------- | -------------- | ----------- |
| Sprint        | Antonio Maspes     | Italië                   | Michel Rousseau | Frankrijk   | Jos De Bakker  | België      |
| Achtervolging | Rudi Altig         | Bondsrepubliek Duitsland | Willy Trepp     | Zwitserland | Leandro Faggin | Italië      |
| Stayeren      | Karl-Heinz Marsell | Bondsrepubliek Duitsland | Paul Depaepe    | België      | Max Meier      | Zwitserland |

### Amateurs
| Onderdeel     | Goud                    | Goud      | Zilver            | Zilver                         | Brons           | Brons                    |
| ------------- | ----------------------- | --------- | ----------------- | ------------------------------ | --------------- | ------------------------ |
| Sprint        | Sergio Bianchetto       | Italië    | Giuseppe Beghetto | Italië                         | Ron Baensch     | Australië                |
| Achtervolging | Henk Nijdam             | Nederland | Jaap Oudkerk      | Nederland                      | Marcel Delattre | Frankrijk                |
| Stayeren      | Leendert Van der Meulen | Nederland | Siegfried Wustrow | Duitse Democratische Republiek | Georg Stoltze   | Bondsrepubliek Duitsland |

### Vrouwen
| Onderdeel     | Goud             | Goud        | Zilver                       | Zilver              | Brons                  | Brons               |
| ------------- | ---------------- | ----------- | ---------------------------- | ------------------- | ---------------------- | ------------------- |
| Sprint        | Galina Ermolaeva | Sovjet-Unie | Valentina Maximova-Pantilova | Sovjet-Unie         | Jean Dunn              | Verenigd Koninkrijk |
| Achtervolging | Yvonne Reynders  | België      | Beryl Burton                 | Verenigd Koninkrijk | Marie-Thérèse Naessens | België              |

### Medaillespiegel
| Plaats | Land                           | Goud | Zilver | Brons | Totaal |
| 1      | Italië                         | 2    | 1      | 1     | 4      |
| 2      | Nederland                      | 2    | 1      | 0     | 3      |
| 3      | Bondsrepubliek Duitsland       | 2    | 0      | 1     | 3      |
| 4      | België                         | 1    | 1      | 2     | 4      |
| 5      | Sovjet-Unie                    | 1    | 1      | 0     | 2      |
| 6      | Frankrijk                      | 0    | 1      | 1     | 2      |
| 6      | Verenigd Koninkrijk            | 0    | 1      | 1     | 2      |
| 6      | Zwitserland                    | 0    | 1      | 1     | 2      |
| 9      | Duitse Democratische Republiek | 0    | 1      | 0     | 1      |
| 10     | Australië                      | 0    | 0      | 1     | 1      |
| Totaal | Totaal                         | 8    | 8      | 8     | 24     |